# Смоукс (Південна Кароліна)
Смоукс (англ. Smoaks) — місто (англ. town) в США, в окрузі Коллтон штату Південна Кароліна. Населення — 98 осіб (2020).

## Географія
Смоукс розташований за координатами 33°5′22″ пн. ш. 80°48′51″ зх. д. / 33.08944° пн. ш. 80.81417° зх. д. (33.089453, -80.814210).  За даними Бюро перепису населення США в 2010 році місто мало площу 4,22 км², уся площа — суходіл.

## Демографія
Згідно з переписом 2010 року, у місті мешкало 126 осіб у 54 домогосподарствах у складі 35 родин. Густота населення становила 30 осіб/км².  Було 66 помешкань (16/км²).
Расовий склад населення:
| - 99,2 % — білих - 0,8 % — корінних американців |

До двох чи більше рас належало 0,0 %. Частка іспаномовних становила 0,0 % від усіх жителів.
За віковим діапазоном населення розподілялося таким чином: 22,2 % — особи молодші 18 років, 56,4 % — особи у віці 18—64 років, 21,4 % — особи у віці 65 років та старші. Медіана віку мешканця становила 41,0 року. На 100 осіб жіночої статі у місті припадало 96,9 чоловіків;  на 100 жінок у віці від 18 років та старших — 108,5 чоловіків також старших 18 років.
Середній дохід на одне домашнє господарство  становив 58 239 доларів США (медіана — 44 167), а середній дохід на одну сім'ю — 70 824 долари (медіана — 56 964). За межею бідності перебувало 9,1 % осіб, у тому числі 15,4 % дітей у віці до 18 років та 11,4 % осіб у віці 65 років та старших.
Цивільне працевлаштоване населення становило 73 особи. Основні галузі зайнятості: роздрібна торгівля — 23,3 %, публічна адміністрація — 15,1 %, освіта, охорона здоров'я та соціальна допомога — 13,7 %.